# Walk-in
Un walk-in est une personne qui offre volontairement sa collaboration à un service de renseignement. 
Plus précisément, un agent walk-in est un agent (ou une taupe) qui entre littéralement dans une ambassade, une agence de renseignement ou une base d'espionnage sous couverture sans contact ni recrutement préalable, afin d'offrir ses services. 